# Longburn
Longburn (ou Karere en langue Maori) est une localité rurale située juste en dehors de la ville de Palmerston North dans la région de Manawatu-Wanganui dans l’Île du Nord de la Nouvelle-Zélande.

## Situation
La ville est constituée d’importantes exploitations laitières. 
Longburn est souvent considérée comme un petit centre-ville et malgré sa proximité, n’est pas vue comme une ville satellite de la cité de Palmerston North. 
La ville est le siège à la fois de l’école de «Longburn School» et du collège Adventiste de Longburn (en).

## Population
La population de Longburn était de 651 habitants lors du recensement de 2006 en Nouvelle-Zélande.

## Histoire

### Colonisation
Initialement se trouvait là : une forêt, qui a été déboisée avant que la ville ne se puisse se constituer , formant l’un des premiers foyers de colonisation occupant le secteur de Longburn .  
Parmi les colons initiaux, figurait l’ancien premier ministre du Danemark: Bishop Ditlev Gothard Monrad et sa famille.

### Industrie
En 1884, une fabrique de beurre s’ouvrit, suivie d’une installation de congélation de la viande en 1890.
La « Longburn Freezing Company Limited » débuta des opérations substantielles en novembre 1889 sur un site de 26 acres à côté de la ligne du chemin de fer. 
Elle fit l’expérience rapidement de plusieurs difficultés financières sévères, liées à une sous-capitalisation malgré les importantes sommes, qui y avaient été investies. 
En 1896, la National Mortgage and Agency Company of New Zealand (en) en prit le contrôle , puis elle fut vendue par la NMA en 1940 à la société Co-operative Wholesale Society de Manchester . 
Mais elle fut finalement fermée en octobre 1987.

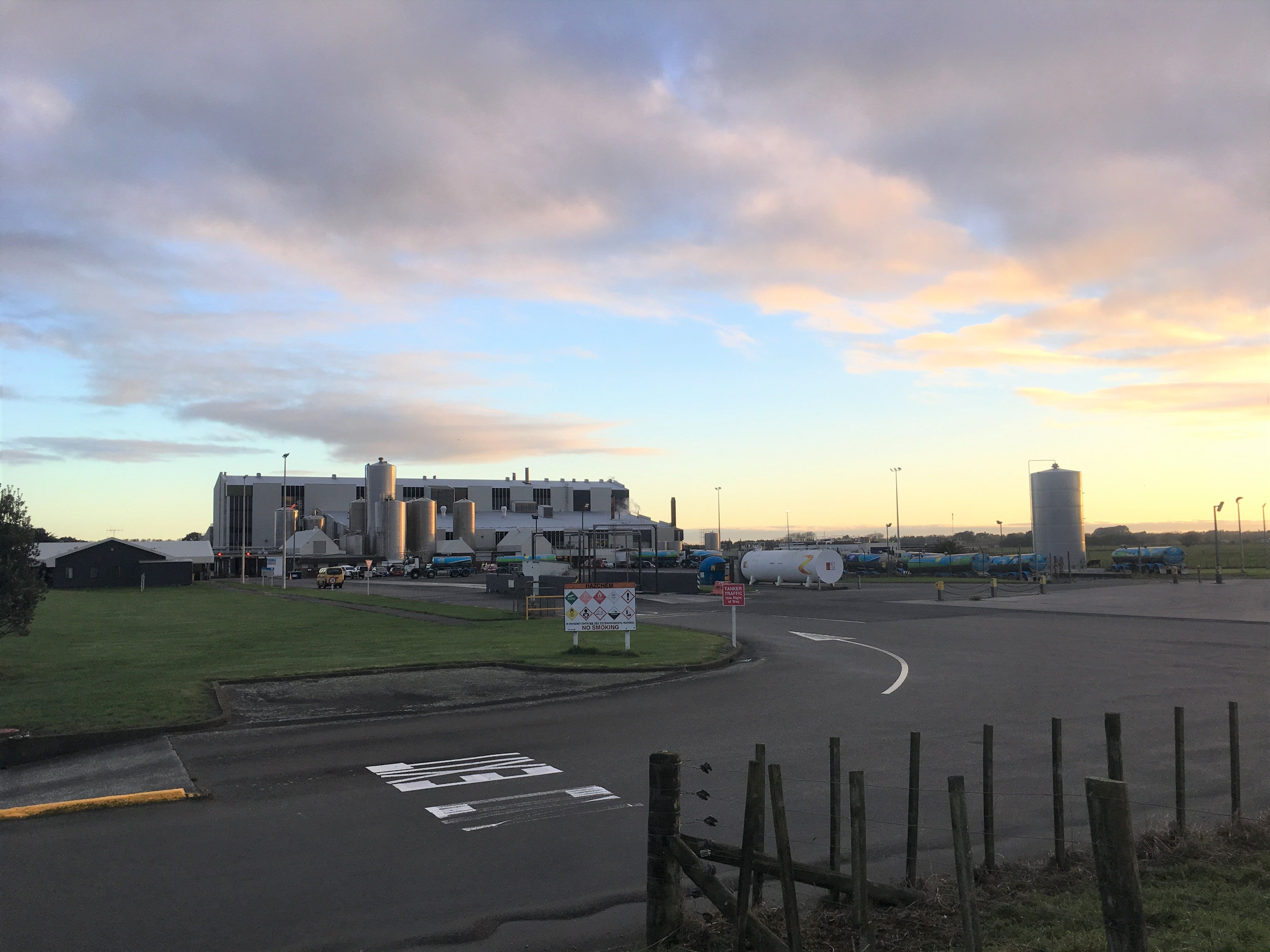
Usine Fonterra située à la limite de longburn dans Palmerston North

### Chemin de fer

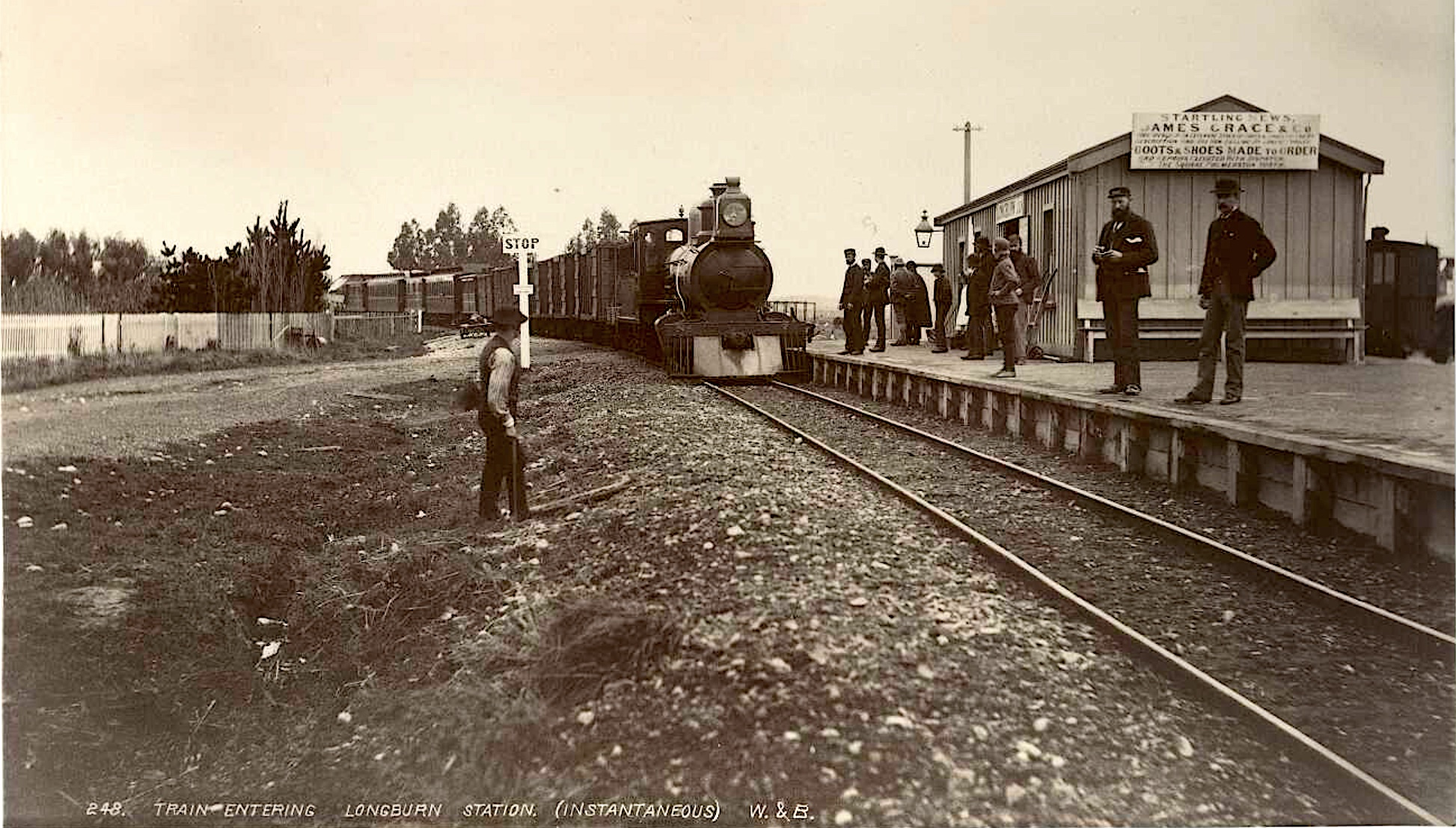
Vue de la gare de Longburn en 1888

Longburn a une  longue histoire de chemin de fer, significative  dans la mesure où ce fut le terminus nord de la principale compagnie privée de chemin de fer : la compagnie  de chemin de fer de la Wellington et Manawatu  ou (WMR) (en). 
Sa ligne entre la ville de Longburn et la capitale Wellington fut terminée en 1886 et à Longburn, les passagers et les marchandises étaient transférés entre le réseau du WMR et le réseau du réseau du département du chemin de fer de la Nouvelle-Zélande ou  NZR (en).  
Le 8 décembre 1908, la WMR fut absorbée par la NZR et Longburn perdit son statut de station significative d’échange. 
Toutefois la branche vers la ville de Foxton fut conservée et fermée seulement en 1940. 
L'embranchement de cette ligne garda le nom officiel de la station, qui était «Longburn Junction» et 
ce nom fut adopté par le « Junction Hotel » situé à l’opposé de la station. 
La ligne passant à travers Longburn fait maintenant partie de la ligne principale de l’Île du Nord ou NIMT (en).

## Gouvernance
Dans le but d’attirer de la croissance pour la région de Manawatu, le « Conseil du district de Manawatu» accepta de céder des parts de son territoire à la ville de Palmerston North. Le secteur de Longburn fut l’une de celles-ci, mais toutefois seule la partie est de NIMT fut effectivement rattachée et le village se trouva ainsi coupé en deux.